# Feketehasú selymeskakukk
A feketehasú selymeskakukk (Rhopodytes diardi) a madarak osztályának kakukkalakúak (Cuculiformes) rendjébe, ezen belül a kakukkfélék (Cuculidae) családjába tartozó faj.
Egyes rendszerbesorolások a Phaenicophaeus nembe sorolják Phaenicophaeus diardi néven.

## Előfordulása
Brunei, Indonézia, Malajzia, Mianmar, Szingapúr és Thaiföld területén honos.

## Alfajai
- Rhopodytes diardi borneensis Salvadori, 1874
- Rhopodytes diardi diardi (Lesson, 1830)

## Külső hivatkozások
- Képek az interneten a fajról
- Ibc.lynxeds.com - videók a fajról